# Axinota uniformis
Axinota uniformis är en tvåvingeart som först beskrevs av Malloch 1930.  Axinota uniformis ingår i släktet Axinota och familjen Curtonotidae. Inga underarter finns listade i Catalogue of Life.